# Khalid Yachou
Khalid Yachou (Melilla, 1969) is een Marokkaanse zanger beter bekend onder zijn artiestennaam Khalid Izri. Hij bracht 4 albums uit met protestliederen. Deze gaan vaak over de sociale en culturele problemen van de Berbers.

## Biografie
Hij werd geboren als een Berber in de Rifstreek in Marokko in 1969. Hij heeft een jaar biologie en geologie gestudeerd in de Mohammed I Universiteit in Oujda. Daarna studeerde hij economie in Rabat. Later trok hij naar Brussel vanwege de censuur in Marokko. Zijn optredens in België worden georganiseerd door Muziekpublique. Hij woont nog in Brussel, maar treedt ook nog soms in zijn geboortestreek op. In 2013 componeerde hij de soundtrack van de Belgische/Marokkaanse film Adios Carmen.

## Albums
- Tamwart inu (1988)
- Izri inu (1990)
- Maymi met Saïda Akil (1992)
- Taqessist (2002)

## Prijs
In 1992 kreeg hij en Saïda Akil een prijs uitgereikt door het RFI.